# 9564 Jeffwynn
A 9564 Jeffwynn (ideiglenes jelöléssel 1987 SG3) egy marsközeli kisbolygó. Carolyn Shoemaker és Eugene Merle Shoemaker fedezte fel 1987. szeptember 26-án.